# Kerb-Buche

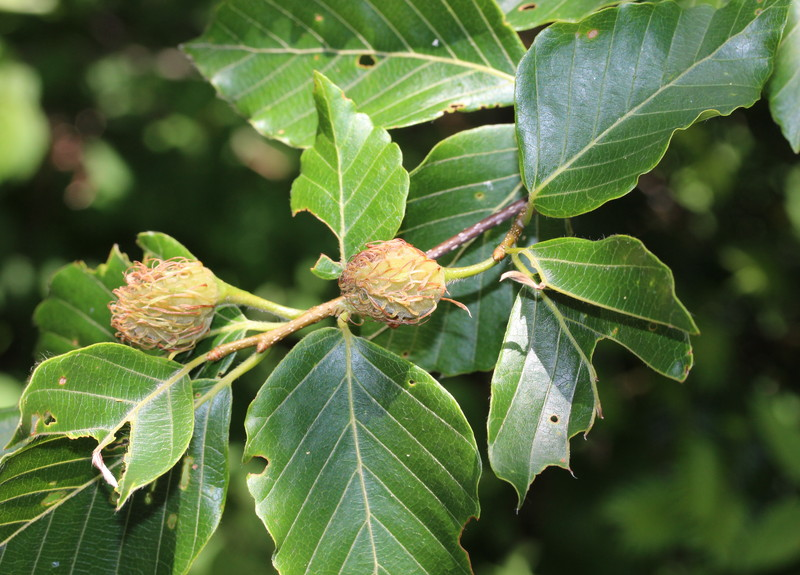
Blätter und jüngere Früchte

Die Kerb-Buche (Fagus crenata, Syn.: Fagus sieboldii), auch Gekerbte Buche oder Buna genannt, ist eine Pflanzenart aus der Gattung der Buchen (Fagus) in der Familie der Buchengewächse (Fagaceae).

## Beschreibung

### Vegetative Merkmale
Die Kerb-Buche wächst als laubabwerfender Baum und erreicht Wuchshöhen von 30 bis 35 Metern. Sie bildet eine dichte Baumkrone. Der Stammdurchmesser erreicht über 1,4 Meter. Die Rinde ist glatt und hellgrau.
Ihre wechselständigen und kurz gestielten Laubblätter sind 5 bis 10 Zentimeter lang und besitzen sieben bis zehn Paar Seitennerven. Sie sind spitz bis zugespitzt, eiförmig bis verkehrt-eiförmig und mehr oder weniger gekerbt bis gesägt oder gezähnt bis fast ganz. Der Blattrand ist oft wellig.

### Generative Merkmale
Die Cupula ist mit langen Stachelborsten besetzt.

## Vorkommen
Die Kerb-Buche ist in Japan heimisch. Ihr Verbreitungsgebiet liegt auf Hokkaidō, Honshū, Kyushu und Shikoku. Sie kommt typischerweise in Laubmischwäldern vor, vor allem am Fuß der westlichen Bergregionen entlang des Japanischen Meeres.

## Nutzung
In den gemäßigten Gebieten ist sie winterhart und wird gelegentlich als Ziergehölz in Parks angepflanzt.
In der Forstwirtschaft spielt die Kerb-Buche nur eine untergeordnete Rolle. In Japan wird von Fagus crenata auch Bonsai geformt.
Junge Blätter können roh gegessen werden. Die ölhaltigen Samen werden roh oder gegart gegessen; in größeren Mengen sind sie allerdings giftig. Geröstete Samen dienen als Kaffeeersatz. Speiseöl wird aus den Samen gewonnen.